# Jwar El Hous
Jouar El Hous (arabe : جورة الحص ) est un village libanais situé dans le caza du Kesrouan au Mont-Liban au Liban. La population est presque exclusivement chrétienne de rite Maronite.